# Llista de monuments de la Catalunya Central
Llista de monuments de la Catalunya Central inclosos en l'Inventari del Patrimoni Arquitectònic Català per l'àmbit territorial de les Comarques Centrals, o Catalunya Central. Inclou els inscrits en el Registre de Béns Culturals d'Interès Nacional (BCIN) amb una classificació arquitectònica, els Béns Culturals d'Interès Local (BCIL) immobles i la resta de béns arquitectònics integrants del patrimoni cultural català.
L'any 2009, les Comarques Centrals tenia 325 béns culturals d'interès nacional, entre ells 311 monuments històrics i 9 conjunts històrics a més de les zones arqueològiques i paleontològiques.
Les llistes estan dividides per comarques, desglossades en llistes municipals en els casos més estesos. S'inclou la comarca de l'Anoia que per llei del 14 de juliol del 2010 passarà en part al nou àmbit territorial del Penedès, pendent de constituir i delimitar.
- Llista de monuments de l'Anoia
- Llista de monuments del Bages
- Llista de monuments del Berguedà
- Llista de monuments del Lluçanès
- Llista de monuments d'Osona
- Llista de monuments del Solsonès

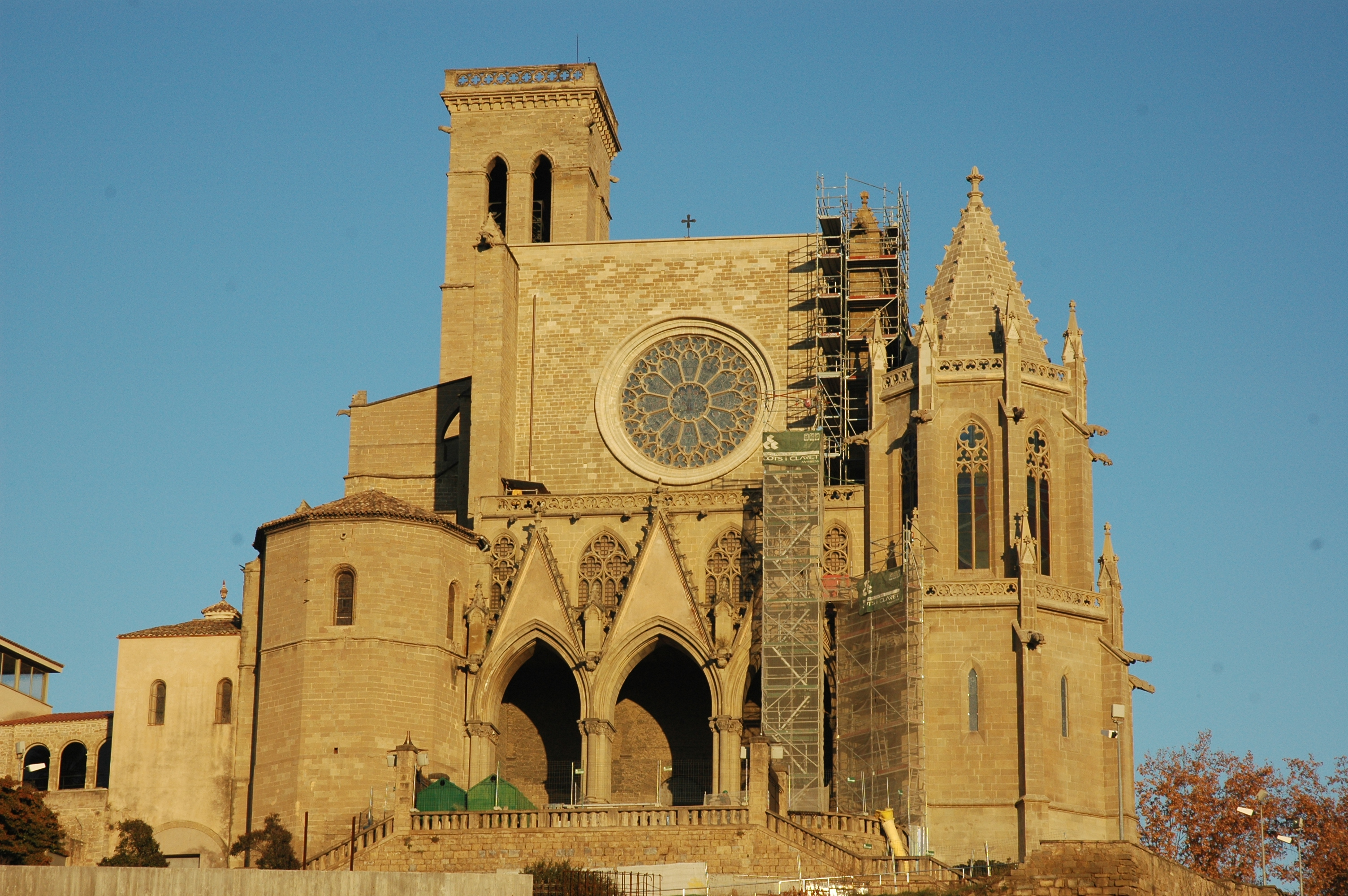
Seu de Manresa
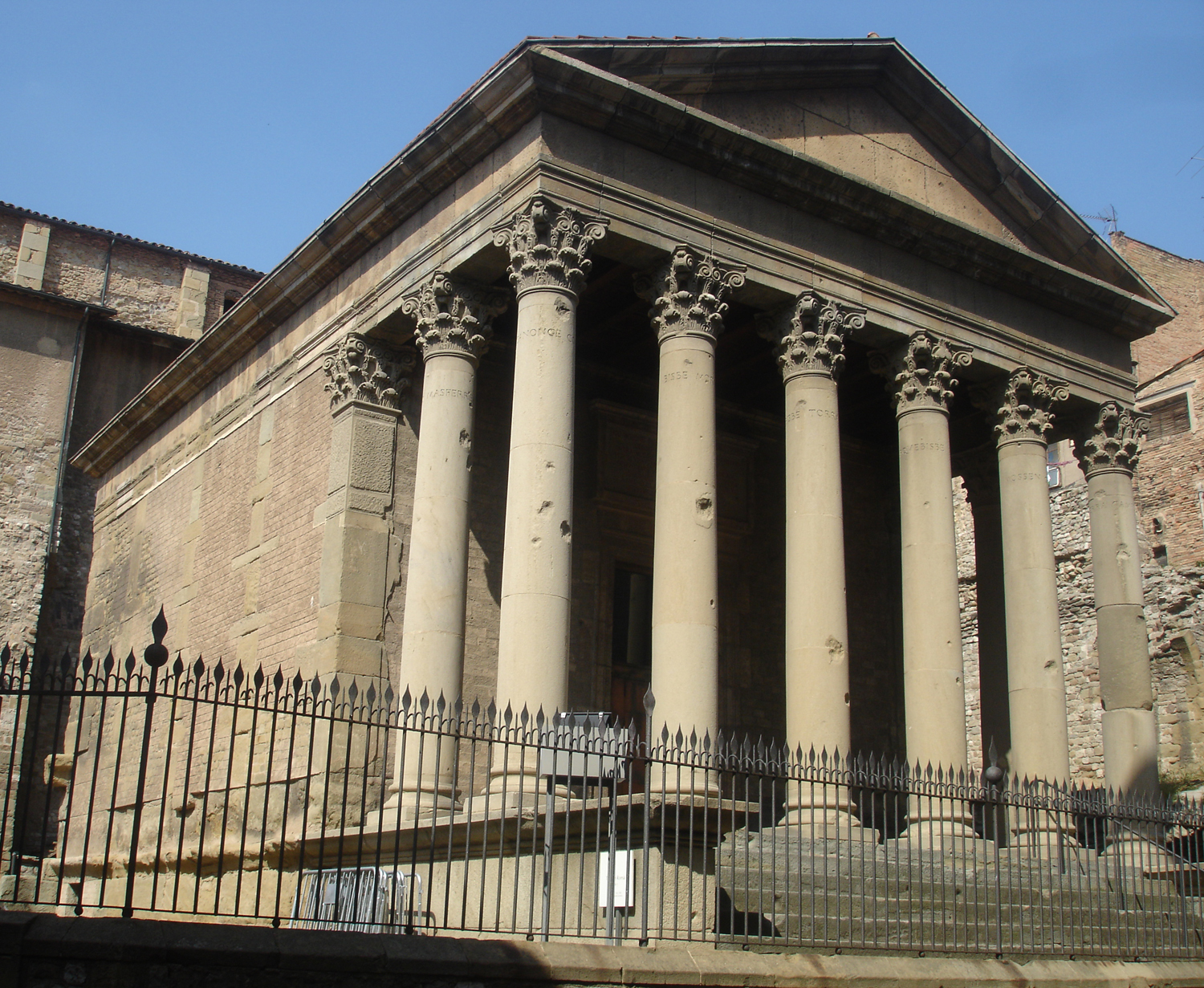
Temple romà de Vic
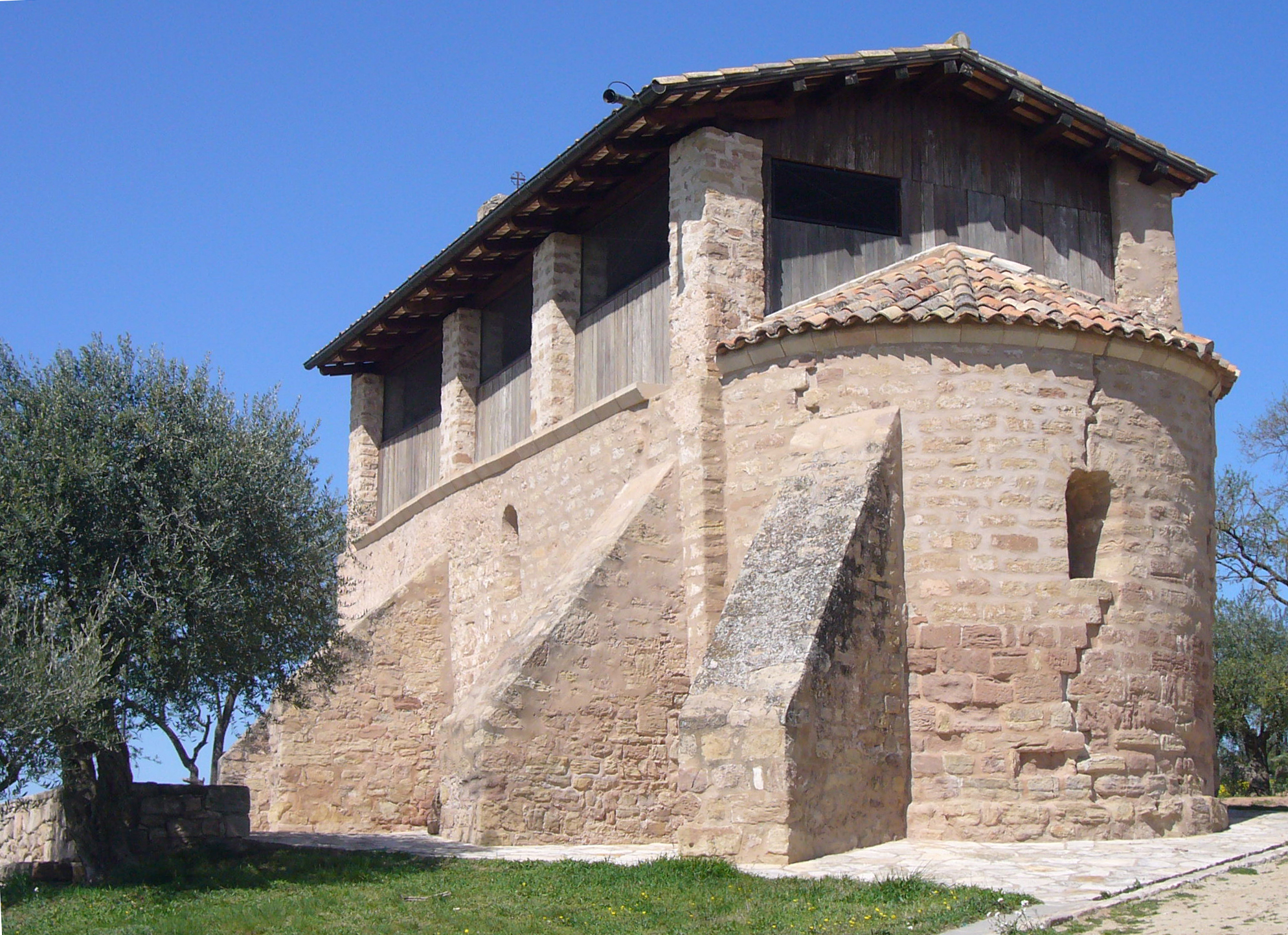
Ermita de Sant Jaume Sesoliveres
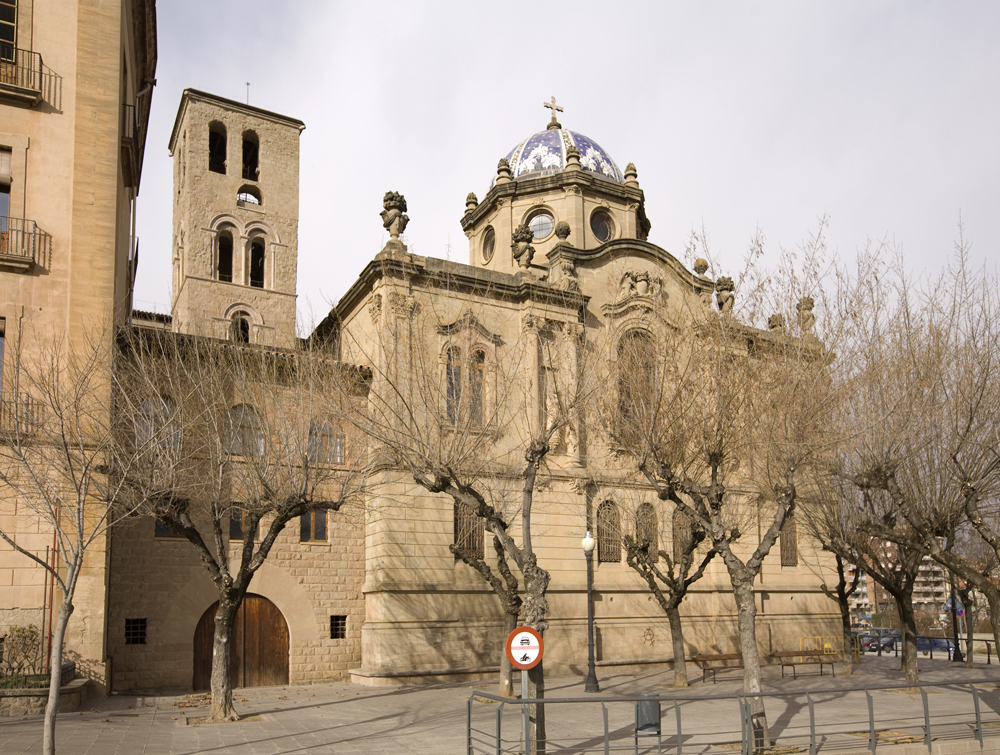
Palau Episcopal de Solsona